# ダルフール

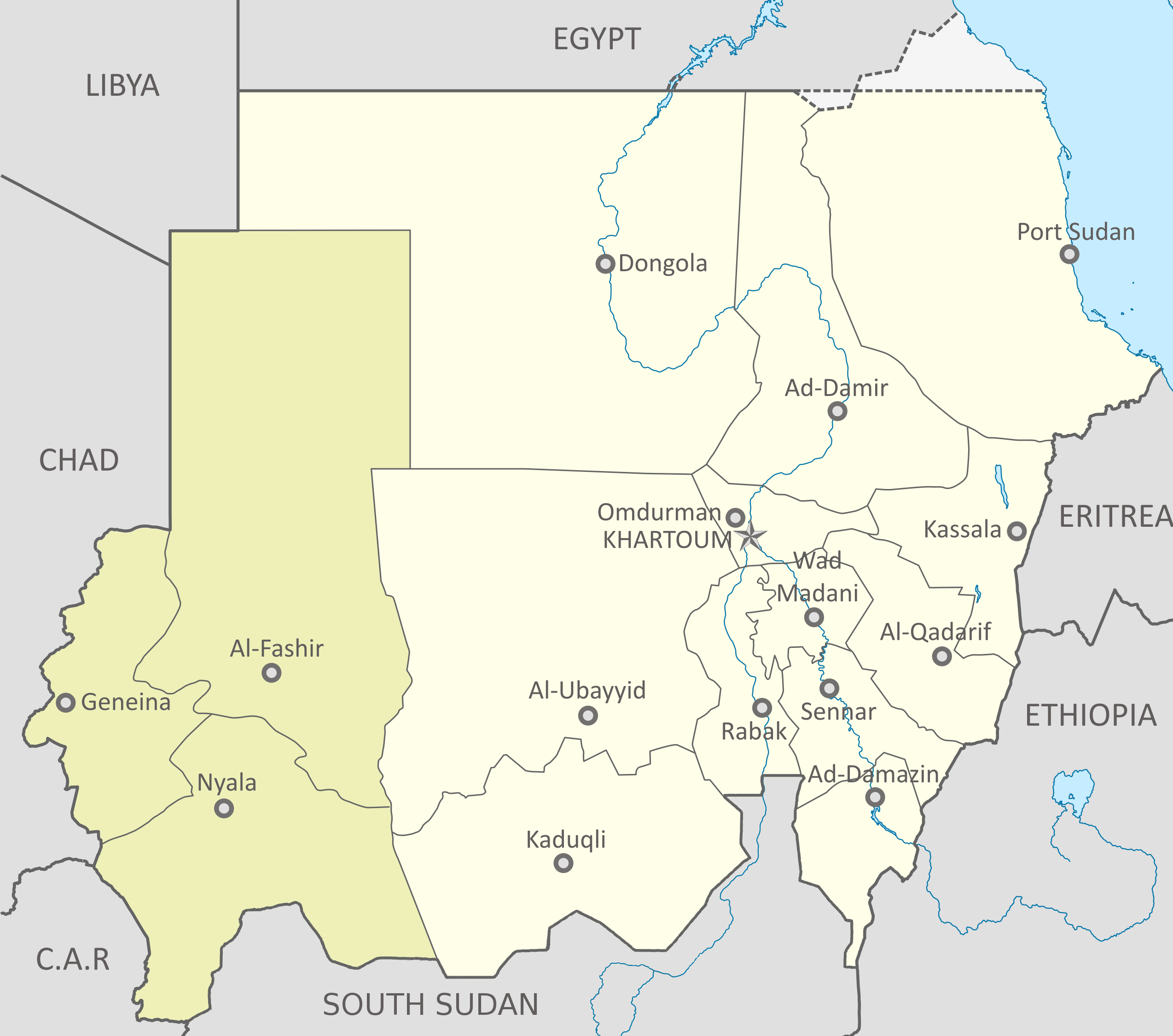
スーダンでのダルフールの位置。

ダルフールの旗

ダルフール（アラビア語 دار فور dār fūr ダールフール、英: Darfur、フール人の国/故郷）は、スーダン西部の地域でリビア、チャド、中央アフリカ、南スーダンと接している。行政上では北ダルフール (Shamal Darfur)、南ダルフール (Janub Darfur)、西ダルフール (Gharb Darfur) の3つの連邦州に分割されている。現在、アラブ系民兵ジャンジャウィードと非アラブ系アフリカ黒人反乱に関わるダルフール紛争が継続している。ダルフール紛争での近年の死者は約20万、難民は数百万に上る。

## 地理
ダルフールは総面積493,180 km2で、人口は約600万人である。中心はマーラ山地（マラー山脈）がある乾燥した高地で、3,000m (10,100ft) 級の火山が聳える。北部は砂地の砂漠であり、南部は低木森林である。地域の主な町はエル＝ファーシル（北ダルフール州の州都）、ニヤラ（南ダルフール州の州都）、ジュナイナ（西ダルフール州の州都）である。

## 経済
ダルフールの経済は、主に持続可能な農業に依る。主に穀物と果物とタバコを生産する。乾燥した北部では牧畜も盛んである。
ダルフールでは原油と鉄とウランなどの鉱物が確認されており、この配分と利権が、近年の紛争とそれへの国際的な対応に影響を与えている。

## 住民
主な民族は地名の由来であるナイル・サハラ語族のフール人とアラブ系のバッガーラであり、ほかに非アラブ系ではザガワ、マサリート、ミドブがいる。バッガーラはさらにいくつかの支族に分かれ、ミッセイリアの様にアラビア語以外を話す者もいる。これらの民族集団の多く、特にザガワとバッガーラは相当数の人口で隣のチャドにも存在する。
アラブ系と非アラブ系の関係は、ダルフールの歴史上およそ緊張関係にあった。フール王国は奴隷貿易の中心地の1つであり、他のスーダンからアラブ世界へアフリカ系民族が引渡された。
アラブ系と非アラブ系の住民は、経済的な需要も異なった。非アラブ系の民族は主として定住農家で、アラブ系は遊牧民的な牧者である。このことは両者が伝統的に水と土地の利用に関する争いを継続してきた要因となった。伝統的な紛争は首長間の交渉で解決されてきた。それが資源の開発と利権により、民族紛争が分配の不平等を覆い隠すために利用されるようになった。ダルフールは地下水資源が豊富であるため、伝統的な紛争は井戸を掘ることにより解決できるとの指摘もある。

### 言語
ダルフールで使用される主な言語と分布:
- ザガワ語:北部（東のサハラ語派）
- フル語:中央部、西部のワジ・アズムから東部のエル＝ファーシルにかけて（ナイル・サハラ語族。）
- ダジュ語:ニヤラ近郊（ナイル・サハラ語族の東スーダン語派の西方分岐。）
- タマ語:シ山地とマーラ山地の間（ナイル・サハラ語族の東スーダン語派の西方分岐。）
- エレンガ語:ゲネイナの北からチャドとの国境を跨ぐ（タマ語の方言と考えられる。）
- アラビア語:特にニヤラの南および東部、ただしシ山地の北のフール人とザガワの間の細い地帯からチャド国境に至る。
- マサリート語:ワジ・アズムの西とジュナイナ周辺から国境を越える、及びニヤラ南方の孤立した地域（ナイル・サハラ語族のマバ語派に属する。）
- シニャール語:マサリートの南方（ナイル・サハラ語族の中スーダン語派のボンゴ＝バギルミ語の1つ。）
- フォンゴロ語:シニャールの南（ボンゴ＝バギルミ語、絶滅寸前で話者はフル語に移行している。）
- クジャルゲ語:シニャールの南（未分類）
- フラ語、フルフルデ語:ニヤラ南方の小地域。
- ベイゴ語、バイゴ語:ニヤラ南方の小地域（ダジュ語に近い、絶滅寸前。）

## 歴史
ダルフールはほぼ半乾燥地帯で多くの人口を支えることは難しい。例外的な地域の一つがマーラ山地周辺であり、この辺りを基盤としたものがダルフール全域へ支配を広げるという構図がみられた。

### ダルフール王国
ダジュ人がダルフールの主要な民族の中でマーラ山地の住民として最も早い時期に現れた。彼らがどのぐらいの間地域を治めたかは確認されていないが、代々の王の名前が残されている他には余り知られていない。伝承によればダジュ王朝はボルヌやワダイから来た恐らくアラブ系とみられるムスリムのツンジュルに置換えられた。ツンジュルの最初の王はアフメド・エル＝マクルで最後のダジュ王の女婿だったとされる。アフマドは多くの首長を征服し服属させ、彼の下で国は繁栄した。
彼の曾孫のスルタン・ダリはダルフールの歴史上で重要な人物である。彼の母方はフール人だったと言われ、これにより被支配者と王朝が接近した。ダリは地域を州に分割し『キタブ・ダリ』或は『ダリ文書』と題された刑法典を定めた。これは現存しクルアーン法とはいくつか異なる。彼の孫ソレイマン（通常、フル語の渾名でアラブ又は赤を意味するソロンと呼ばれる）は1596年頃から1637年頃まで王位につき、偉大な戦士で熱心なムスリムだった。彼はケイラ王朝の創設者であるとみなされている。
ソレイマンの孫のアフメド・バクル (1682年頃 - 1722年頃) はイスラム教を国教にした。そしてボルヌとバギルミからの移民を奨励してさらに国を繁栄させた。彼の支配はナイル川東岸アトバラ川の堤防にまで及んだ。バクルの死後継承争いが長く続いた。バクルは死の前に多くの息子たちに交代で統治するように遺言した。彼らは一旦王位に就くとそれぞれ自分の息子に王位を継がせようとして、1785/6年まで続く断続的な内戦に至った。内紛によりワダイ王国とセンナール王国の戦争にも巻き込まれダルフールは衰退した。
この頃のアフメド・バクルの息子である君主達の中で最も優れた者の1人はモハメド・タイラブだった。彼は数度の成功した遠征を率いた。1785/6年にはフンジと戦ったがオムドゥルマンより先には進めなかった。彼はここでナイル川に行く手を阻まれ兵に河を渡らせる手段を見出せなかった。それでも彼は計画を諦めずオムドゥルマンに数ヶ月滞まり兵が不満を募らせ始めた。幾つかの話によればタイラブは不満を抱いた首長達に唆された妻に毒を盛られた。彼も息子に王位を継がせようとしたが、跡を継いだのは弟のアブデルラーマンだった。
アブデルラーマンはエル＝ラシッドやジュスト等と渾名された。彼の統治時代にナポレオンがエジプト遠征をした。1799年アブデルラーマンはフランスの将軍がマムルークを破ったことに祝辞を寄せた。この返事でボナパルトは次の隊商でスルタンに強くて活発な16歳以上の2000人の黒人奴隷を送るように求めた。1791/2年アブデルラーマンは新しい首都エル＝ファーシルを建設した。それ以前の都はコッブと呼ばれた場所にあった。
しばらく彼の息子のモハメド＝エル＝ファダルは精力的な宦官モハメド・クッラの影響下にあった。彼は最終的に権力を回復し彼の治世は1838年まで続いた（彼はその年にハンセン病で死んだ）。彼は主に田舎に住んでいた半独立のアラブ系の氏族（特にリザイカート）の服属に専念し、その内の数千を殺した。1821年に彼はコルドファン州を失った。同年にコルドファンはメフメト・アリにスーダンを征服するように命令されたエジプト人に征服された。ケイラは軍隊を派遣したが、1821年8月19日にバラの近くでエジプト人に撃退された。エジプト人はダルフール全体を征服する意図だったが、ナイル地域で彼らの支配を固めることが困難だったため、彼らはやむを得ずその計画を諦めた。
アル＝ファダルが1838年に死ぬと、彼の40人の息子から3男のモハメド・ハッサンが跡を継いだ。ハッサンは信仰書を書いたが貪欲な男だった。1856年に彼は失明した、そして彼の残りの治世は彼のザムザムたる姉妹イーリ・バッシが事実上の王国の支配者であった。
1856年ハルツームの実業家アル＝ズバイル・ラーマがダルフールの南部で作戦を開始した。彼は重武装した兵士に守らせた交易拠点網を築き、直ぐに支配領域を広げた。バール・エル・ガザルとして知られる地域は長い間ダルフールにとってエジプトや北アフリカとの公益の為の資源である奴隷や象牙を得る地域だった。バール・エル・ガザルの住民はダルフールに貢納し、それらをダルフール人がアシュートでエジプト商人と取引していた。アル＝ズバイルはそのものの流れをハルツームとナイル地域に振替えた。
ハッサンは1873年に死に、王位は一番若い息子のイブラヒムに渡った。イブラヒムは直ちにアル＝ズバイルとの紛争に突入した。アル＝ズバイルはその前にエジプトとの紛争を経験し、それによりエジプトと同盟してダルフールの支配を目指していた。戦争の結果王国は破壊された。1874年秋にイブラヒムの軍は破られ、独立を守ろうとした叔父のハッサブ・アッラも1875年にヘディーヴの部隊に捕まり、家族と共にカイロに送られた。

### エジプトによる支配
ダルフール人はエジプトの支配に抵抗した。幾度かの反抗が弾圧された。1879年イギリス人のスーダン総督ゴードン将軍は旧王家の復位を仄めかしたが、実現されず、1881年にルドルフ・カール・フォン・スラティンが州総督とされた。スラティンはマディッボというリザイカートの首長によって導かれた自称マフディー、ムハンマド・アフマドの軍に対して州を防衛したが、1883年12月に降伏し、ダルフールはマフディーの統治に組込まれた。ダルフール人はその支配にエジプト人のものと同様にうんざりし、恒常的な戦争状態の後ダルフールからマフディの軍はゆるやかに撤退した。1898年英領エジプトの軍はオムドゥルマンでマフディの後継者を打倒し、新スーダン政府は1899年モハメッド＝エル＝ファダルの孫アリ・ディナールを見付け、ダルフールのスルタンとして最高年500英国ポンドの俸給を支払った。アリ・ディナールはマフディー政権時代はオムドゥルマンでずっと囚われていた。アリ・ディナールの下で、ダルフールは平和な時期と事実上の独立回復を享受した。

### イギリス支配とスーダン独立
第一次世界大戦中アリ・ディナールはオスマン帝国と同盟し、イギリスに宣戦した。このためアリ・ディナールは殺され、ダルフールは英領スーダンに組込まれた。そして1956年にスーダン共和国が独立した時にもその地方のままだった。独立後サディク・アル＝マフディ率いるウンマ党が優勢となった。1973年7月1日ダルフールは北（シャマル）、南（ジャヌブ）、西（ガルブ）に3分され、ファシール、ニヤラ、ジュナイナがそれぞれ州都とされた。

## 現在のダルフール危機
2003年の初頭ダルフールの2つの反政府組織正義と平等運動 (JEM) とスーダン解放運動 (SLM/A) がスーダン政権のアラブ系による非アラブ系への抑圧と資源分配や行政上のダルフールの無視を非難して反乱を起こした。それに対しスーダン政府は空爆などでアラブ系民兵ジャンジャウィードの非アラブ系への襲撃を支援した。ジャンジャウィードは非アラブ系への大量虐殺、略奪、組織的強姦などの重大な人権侵害で訴えられている。彼らは多くの村を丸ごと焼払い、チャドや国内の難民キャンプへ逃れる住民を追立てて襲うなどしている。国内難民キャンプの多くはジャンジャウィードに取囲まれている。2004年の夏時点で5万人 - 8万人が殺され、120万人以上が家を追われた。ヒューマン・ライツ・ウォッチによれば
「政府とジャンジャウィードの同盟は数千のフール人、マサリート、ザガワを殺し、強姦し、市民の生活基盤を破壊している。」